# 646-й ночной бомбардировочный авиационный полк
646-й ночной ближнебомбардировочный авиационный Каменец-Подольский Краснознамённый ордена Александра Невского полк — авиационная воинская часть бомбардировочной авиации ВВС РККА в Великой Отечественной войне.

## Боевой путь

### Боевые действия полка на Брянском, Воронежском и Юго-Западном фронтах
С 19 декабря 1941 года полк в составе 11-й смешанной авиационной дивизии оказывал воздушную поддержку наземным частям Брянского фронта, выполнял бомбардировку и штурмовку войск противника в населенных пунктах Ржев, Теплое, Сетуха, на станциях Ворошилово, Моховое, Собакино. При выполнении боевых заданий отличились зам. командира эскадрильи лейтенант Н. Я. Борисенко, командир 1-й эскадрильи мл. лейтенант В. Е. Курапов, штурман 1-й эскадрильи мл. лейтенант А. В. Грачёв, штурман 2-й эскадрильи мл. лейтенант В. Ф. Гераськин.
В январе-апреле 1942 года полк в составе ВВС Брянского фронта участвовал в Болховской наступательной операции, выполнял бомбардировку танковых частей противника в районе села Карандаково, складов и артиллерийских позиций в селе Фатнево, уничтожил переправу через реку Зуша в районе города Мценск.
В июне — июле 1942 года полк в составе 208-й ночной бомбардировочной авиационной дивизии участвовал в Воронежско-Ворошиловградской операции, выполнял бомбардировку войск противника на железнодорожных станциях Березовец, Евдаково, Курбатово, Острогожск, Семинарская, Санчино, Золотухино, Ивановская, Домнино и Думчино, на перегонах Думчино — Ивановская, Отрада — Ворошилово, Моховое — Ворошилово, в районе населенных пунктов Александровка, Гремячье, Коротояк, Латное, Лиловое, Малышево, Никольское, Замарайка, Ядрино, Довгалевка, Дросково, Мценск, Петровка, Петено, Русская Гвоздевка, Сетенево, Сетуха, Солдатское, Суворово, Густые Тычинки, Хвощеватка, автотранспорта на дороге Отрада — Ивановская, наносил бомбовые удары по аэродрому и складам противника на восточной окраине города Орел. 16 июля 1942 года из боевого задания не вернулся экипаж бомбардировщика У-2 лётчика мл. лейтенанта А. И. Галкина и стрелка-бомбардира старшины Б. Н. Горбунова и экипаж бомбардировщика СБ лейтенанта А. М. Розанова, стрелка-бомбардира лейтенанта Г. М. Кирносенко и стрелка-радиста мл. лейтенанта М. С. Степаньяна. 25 июля 1942 года при выполнении боевого задания были сбиты бомбардировщики СБ зам. командира резервной эскадрильи ст. лейтенанта В. П. Морозова, командира звена лейтенанта Н. У. Кондратовича, лётчика лейтенанта К. А. Баландина.
В августе-сентябре 1942 года полк уничтожал склады топлива и боеприпасов противника в населенных пунктах Довгалевка, Петино, Малышево и Устье, строения и эшелоны на железнодорожных станциях Бирюч, Касторное и Куратово, наносил бомбовые удары по аэродромам Евстратовский, Старый Оскол и Россошь, железнодорожному мосту и переправам через реку Дон, по минометно-артиллерийским позициям в районе населенных пунктов Касторное и Сторожевое-1. В ночь на 14 сентября 1942 года при вылете на боевое задание разбился экипаж лётчика лейтенанта С. В. Игнатьева и стрелка-бомбардира А. А. Кимушкина.
В октябре-ноябре 1942 года полк выполнял бомбардировку железнодорожных станций Евдаково и Сагуны.
В декабре 1942 года полк оказывал воздушную поддержку наземным войскам Воронежского фронта при освобождении населенных пунктов Панково и Новая Калитва, бомбардировал автотранспорт противника в населенном пункте Митрофановка, наносил бомбовые удары по скоплению войск и техники противника в населенных пунктах Ивановка, Первомайск, Старая Калитва и Старая Россошь и в районе среднего течения реки Дон, бомбардировал железнодорожные эшелоны на станции Острогожск. За выполнение в сложных метеоусловиях специального задания командования 6-й армии по восстановлению связи с танковым корпусом орденами Отечественной войны I степени награждены зам. командира эскадрильи капитан П. Л. Дюпин, лётчик ст. сержант Ш. В. Казаев, штурманы мл. политрук Ив. Г. Кузнецов и мл. лейтенант Ев. В. Овчинников.
В январе-марте 1943 года полк оказывал воздушную поддержку частям 3-й танковой армии и 6-го гвардейского кавалерийского корпуса во время проведения Острогожско-Россошанской, Воронежско-Касторнецкой и Харьковской операций, выполнял разведку войск противника, обеспечивал связь между частями, наносил бомбовые удары по танковым и пехотным частям противника в районе населенных пунктов Казацкое, Малоархангельск, Митрофановка, Россошь, Люботин, Богодухов, Водолага, Борисовка, Пушкарное, Приколотное, Подсереднее и Стрелецкое, бомбил автоколонны на дорогах Карпенково — Каменка, Россошь — Подгорное и Русская Лозовая — Дергачи. 17 января 1943 года из боевого задания не вернулся экипаж лётчика мл. лейтенанта Ш. В. Козаева и стрелок-бомбардира мл. лейтенанта Ев. В. Овчинникова. В ночь на 22 февраля 1943 года при бомбардировке аэродрома противника смертельно ранен зам. командира эскадрильи капитан Дм. В. Болтенков.
В апреле-июне 1943 года полк выполнял разведку и бомбардировку войск и техники противника в населенных пунктах Архангельское, Белгород, Дубовое, Журавлевка, Красное, Марьевка, Муром, Разумное, Пушкарное, Раково, Стрелецкое, Сумской, Томаровка и Гуляевка, автотранспорт противника на дорогах Борисовка — Белгород, Борисовка — Гайворон, Харьков — Белгород, уничтожил склад боеприпасов на аэродроме Рогань.
В июле-августе полк участвовал в Курской битве и оказывал воздушную поддержку наземным частям Воронежского фронта во время освобождения левобережной Украины, выполнял бомбардировку войск противника в городе Белгород и в населенных пунктах Андреевка, Ахтырка, Богодухов, Котельва, Красное, Кураковка, Зеньков, Лучки, Ольховка, Ольшанец, Ржавец, Смородино, Сырцово, Томаровка, Ямное, наносил бомбовые удары по автоколоннам противника на дорогах Борисовка — Становое, бомбардировал аэродромы Рогань, Сокольник, Номерки и железнодорожные станции Боромля и Толоконное. Из боевых заданий не вернулись экипажи зам. командира эскадрильи ст. лейтенанта О. П. Токарева и штурмана лейтенанта Ф. И. Тюканова, лётчика сержанта Н. П. Майорова и штурмана мл. лейтенанта П. Ив. Колесникова, командира звена ст. лейтенанта М. А. Лалетина и штурмана эскадрильи ст. лейтенанта А. В. Грачёва.

### Боевые действия полка на 1-м Украинском фронте
В октябре-ноябре 1943 года полк осуществлял выброску боеприпасов, продовольствия и медикаментов десантным войскам, ведущим боевые действия в тылу противника. При выполнении специальных заданий штаба 1-го Украинского фронта отличились командир звена ст. лейтенант Н. В. Лелеко и командир звена лейтенант Ив. Г. Бабичев.
В январе-феврале 1944 года полк в составе 208-й ночной ближнебомбардировочной авиационной Киевской дивизии участвовал в Ровно-Луцкой операции и выполнял бомбардировку живой силы и техники противника в населенных пунктах Шавельная, Вахновка и Стеблёв и железнодорожные составы на станцих Жмеринка и Виктория. В ночь на 13 января 1944 года из боевого задания по бомбардировке железнодорожных эшелонов на станции Жмеринка не вернулся экипаж командира звена ст. лейтенанта С. Ив. Хохрякова и штурмана звена лейтенанта П. Ив. Андрющенко.
В марте-апреле 1944 года полк отличился в Проскуровско-Черновицкой операции. Лётчики полка бомбардировали скопление войск и техники противника в населенных пунктах Белоскуровка, Бучач, Гусятин, Ермоленцы, Лезнево, Новоставцы, Чертково, Тернополь, Скалат, на дороге Проскуров — Ермолинцы.
Приказом НКО № 078 от 3 апреля 1944 года на основании Приказа ВГК № 95 от 27 марта 1944 года 646-му ночному ближнебомбардировочному авиаполку присвоено почётное наименование «Каменец-Подольский».
В июле-августе 1944 года полк принимал участие в Львовско-Сандомирской операции, выполнил 1631 ночных разведовательных вылетов и вылетов на бомбардировку железнодорожных эшелонов на станциях Галич, Островец, Зборов, Красне, Липовец, Ходоров и Стрый, немецких войск в населенных пунктах Субботка-Шляхетка, Дембица, Золочев, Лопушаны, Мариамполь, Торец, Струсово, Тарнув и Поморжаны, автотранспорта противника на дороге Цмелюв — Островец. Группа лётчиков и штурманов полка выполняла специальные задания штаба партизанского движения по доставке в тыл врага партизан, раций, оружия и боеприпасов, и вывозу раненых партизан.
Указом Президиума Верховного Совета СССР от 7 сентября 1944 года за образцовое выполнение заданий командования в боях с немецкими захватчиками, за овладение городом Демблица и проявленные при этом доблесть и мужество 646-й ночной бомбардировочный авиационный Каменец-Подольский полк награждён орденом Красного Знамени.
В сентябре-октябре 1944 года полк участвовал в Восточно-Карпатской операции и выполнял бомбардировку войск и техники противника в населенных пунктах Свидник и Яслиски, строения и эшелоны на железнодорожной станции Опатув. В ночь на 18 сентября 1944 года при выполнении специального задания в районе юго-восточнее города Стропков погиб командир эскадрильи капитан В. М. Михалевич.
В январе-марте 1945 года полк участвовал в Висло-Одерской, Нижне-Силезской и Верхне-Силезской наступательных операциях, выполнял бомбардировку войск и техники противника в населенных пунктах Ладсфельд, Либерозе, Сосновец и Циттау, железнодорожных эшелонов на станциях Бреслау, Гейденсдорф и Скаржиско-Каменна, уничтожение авиатехники на аэродроме Швейдниц, выброску боеприпасов окруженным войскам в районе населенного пункта Ильинца. 11 февраля 1945 года при выполнении боевого задания в районе города Любен погиб пом. командира полка по воздушно-стрелковой службе капитан Т. П. Шуляк.
За отличное выполнение заданий личному составу полка объявлена благодарность командующего 2-й воздушной армии, а полк награждён орденом Александра Невского.
В апреле 1945 года полк отличился при бомбардировке укреплений противника в городах Бреслау и Ратибор. В ночь на 9 апреля 1945 года разбился самолёт лётчика мл. лейтенанта А. Ив. Иванова и штурмана мл. лейтенанта Н. П. Бандурова. 16 апреля 1945 года при перегонке самолёта в авиамастерские города Ельс огнем зенитной артиллерии противника сбит самолёт командира звена лейтенанта П. М. Крекова. Погибли также техник звена техник-лейтенант И. Ив. Алексеев и лётчик Ив. Н. Цаплин.
Во время Берлинской операции полк выполнял бомбардировку окруженной группировки противника юго-восточнее Берлина и укреплений противника в городах Брюг, Котбус и Райхенбах. Боевой путь полк закончил при освобождении Праги.
За время боевых действий полк выполнил около 15 тыс. боевых вылетов.
В июне 1946 года, в связи с сокращением Вооружённых Сил, полк в составе 208-й ночной бомбардировочной авиационной дивизии был расформирован.

## Благодарности Верховного Главнокомандующего
Воинам полка в составе 208-й ночной бомбардировочной авиадивизии объявлены благодарности Верховного Главнокомандующего:
- За отличие в боях при освобождении города Киев — крупнейшего промышленного центра и важнейшего стратегического узла обороны немцев на правом берегу Днепра[10].

- За отличие в боях за овладение городами Нейссе и Леобшютц[11].

- За отличие в боях при овладении городом и крепостью Бреславль (Бреслау)[12].

## Память
- В честь стрелка-бомбардира 646-го ночного ближнебомбардировочного полка младшего лейтенанта Евгения Васильевича Овчинникова, погибшего при выполнении боевого задания, названа аллея в Тракторозаводском районе города Челябинска. На аллее установлена стела из металла, на которую нанесена памятная надпись.
- В честь командира полка Героя Советского Союза Александра Яковлевича Летучего названа школа в селе Доброе Николаевской области Украины и установлена мемориальная доска.

## Командир полка
- майор Топаллер, Анатолий Семенович (июль — август 1941 г.)

- майор Колоколов

- майор, подполковник Летучий, Александр Яковлевич (с 26.6.1942 г.)

- подполковник Соколов Николай Ильич (1.4.1944 г. — авг. 1944 г.)

- гвардии майор Береговой Сергей Васильевич

- майор Ищенко Борис Фёдорович

## Комиссар полка, заместитель командира полка по политической части
- старший политрук, батальонный комиссар, майор Сорокин Фёдор Яковлевич (1.1.1942 г. — убит 21.07.1943 г.[13])

- майор Филиппов Евгений Петрович (с июля 1943 г.)

## Наиболее отличившиеся лётчики и штурманы полка
| Фамилия, имя, отчество            | Воинское звание   | Должность                 | Награды | Совершённый подвиг |
| --------------------------------- | ----------------- | ------------------------- | ------- | --- |
| Андрющенко Павел Иванович         | Старший лейтенант | Штурман эскадрильи        |         | 674 боевых вылета. Ранен и контужен в ночь на 13.01.1944 г. при выполнении боевого задания по бомбардировке ж. д. эшелонов на станции Жмеринка. |
| Бушин Павел Васильевич            | Лейтенант         | Командир звена            |         | 674 боевых вылета. |
| Борисов Александр Николаевич      | Лейтенант         | Штурман звена             |         | 581 боевой вылет |
| Воробьев Павел Константинович     | Майор             | Командир эскадрильи       |         | 412 боевых вылетов в составе 211-й АЭС и 446 НББАП                                                                                              |
| Кавецкий Петр Антонович           | Старший лейтенант | Зам. командира эскадрильи |         | 492 боевых вылета |
| Кошелев Виктор Алексеевич         | Майор             | Штурман полка             |         | Более 250 боевых вылетов на самолётах СБ, Р-5 и По-2. Участник боёв на Халхин-Голе                                                              |
| Кузьмичев Петр Сергеевич          | Капитан           | Командир эскадрильи       |         | 541 боевой вылет. Контужен в 1944 г. |
| Лукьянов Ефим Никитович           | Лейтенант         | Штурман эскадрильи        |         | 645 боевых вылетов. 6.3.1944 г. легко ранен. |
| Парнов Михаил Дмитриевич          | Лейтенант         | Командир звена            |         | 759 боевых вылетов |
| Салов, Василий Геннадьевич        | Майор             | Зам. командира полка      |         | 392 боевых вылета на По-2 в составе 646 НЛБАП и 28 боевых вылетов на Ту-2 в составе 6 БАП и 454 БАП                                             |
| Сергеев Фёдор Дмитриевич          | Капитан           | Командир эскадрильи       |         | 882 боевых вылета |
| Серпокрылов Константин Иванович   | Капитан           | Штурман эскадрильи        |         | Более 720 боевых вылетов |
| Сорокин Анатолий Данилович        | Лейтенант         | Командир звена            |         | 655 боевых вылетов |
| Стрелковский Леонид Александрович | Старший лейтенант | Зам. командира эскадрильи |         | 536 боевых вылетов. Контужен при выполнении боевого задания.                                                                                    |
| Токарев Борис Михайлович          | Лейтенант         | Командир звена            |         | 658 боевых вылетов. Ранен в левую руку и грудь в июле 1943 г.                                                                                   |
| Черненко Михаил Романович         | Старший лейтенант | Штурман эскадрильи        |         | 535 боевых вылетов. Смертельно ранен в ночь на 28.03.1945 г. при выполнении боевого задания.                                                    |
| Шляхов Алексей Андреевич          | Лейтенант         | Командир звена            |         | 681 боевой вылет |